# Stimo Arena
Stimo Arena (tidigare Swiss Arena, Kolping Arena och Eishalle Schluefweg), är en arena i Kloten utanför Zürich, Schweiz. Den används främst för ishockeymatcher och är hemmaplan för EHC Kloten. Arenan färdigställdes 1952 och har en publikkapacitet på 7624 åskådare. 2004 hölls finalen för världsmästerskapet i innebandy för herrar i arenan. Under VM i ishockey 2009 spelades ett antal matcher i arenan.